# IndyCar (Veranstalter)
IndyCar ist der Name eines in den Vereinigten Staaten angesiedelten Monoposto-Automobilsport Veranstalters. Der Veranstalter wurde 1996 unter dem Namen Indy Racing League (IRL) gegründet und trug diesen Namen bis 2010. Der Veranstalter gehört Hulman and Co. Chef von IndyCar ist seit 2010 der US-Amerikaner Randy Bernard.
IndyCar veranstaltet seit 1996 die IndyCar Series, die von 1996 bis 2002 wie der Veranstalter selbst Indy Racing League (IRL) hieß. Die IndyCar Series ist die höchste Kategorie im American Championship Car Racing. Diese Position teilte sie sich zwischen 1996 und 2007 mit der CART-/Champ-Car-Serie, die von der CART bzw. der OWRS ausgetragen wurde. In der Saison 2012 richtet IndyCar neben der IndyCar Series die Indy Lights, Star Mazda Series und U.S. F2000 National Championship aus.

## Geschichte

### Abspaltung
Im November 1991 schlug Tony George, Präsident des Indianapolis Motor Speedway (IMS) und Veranstalter des Indy 500, für die IndyCar-Serie eine neue Struktur mit der Gründung eines neuen Dachunternehmens, der Indy Car Inc. vor. Die CART lehnte dies ab. Im Februar 1992 lizenzierte die CART den Namen „IndyCar“ vom IMS, während George die Indy Car Inc. gründet. Diese beiden Vorgänge sollten in Zukunft noch erhebliche Probleme bereiten. In den folgenden Jahren wuchs der Unmut beim Indianapolis Motor Speedway. Das Unternehmen beklagte die zurückgehende Bedeutung der 500 Meilen von Indianapolis in der IndyCar (CART)-Serie. Im März 1994 kündigte George an, eine Konkurrenzserie zur PPG IndyCar World Series zu gründen: die Indy Racing League. Die CART protestierte erfolglos gegen das Vorhaben. Im September 1995 formierte sich die Konkurrenzserie, während die meisten IndyCar (CART)-Teams die Teilnahme an der Indy Racing League ablehnten. Im Januar 1996 veranstaltete die Indy Racing League unter Kontrolle des USAC ihr erstes Rennen in Orlando. Das wichtigste Rennen der Saison, das Indianapolis 500, fand seit diesem Jahr nicht mehr in der PPG IndyCar World Series, sondern in der Indy Racing League statt. Die entstandene Formelrennserie richtete bis 2004 ausschließlich auf Ovalstrecken Rennen aus.

### Konkurrenzsituation
Unmittelbar nach der Gründung der neuen Serie bestand die Indy Racing League vor allem aus Teams, die bei der IndyCar World Series nur mäßig erfolgreich waren. Im Fahrerfeld fehlten die bisher traditionell vertretenen ehemaligen Formel-1-Fahrer aus allen Teilen Amerikas. Entsprechend wurde die Serie öffentlich kaum beachtet, einzig das Indianapolis 500 hatte hohe Zuschauerzahlen.
Die großen Teams blieben hingegen zunächst in der nach einer Markenrechtsklage jetzt CART World Series genannten, alten Serie. Hierbei entstand ein Problem für beide Seiten: Den CART-Teams fehlte das Top-Rennen in Indianapolis, welches die Einschaltquoten der anderen Rennen um ein Vielfaches übersteigt; die Indy-Racing-League-Teams fuhren den Rest der Saison praktisch ohne Zuschauer. Hierdurch versuchten sich zunächst einige CART-Teams dennoch für das Indianapolis 500 zu melden, was jedoch meist nur von mäßigem Erfolg geprägt war, da die Erfahrung mit den Autos fehlte und die doppelte Entwicklungsarbeit sich als zu teuer erwies.
Der große Umbruch begann mit der Saison 2002: Penske Racing, eines der erfolgreichsten Teams der Szene, wechselte in die Indy Racing League. Mit der Saison 2003, ab der die Indy Racing League den Namen IndyCar Series nutzen durfte, wechselten mehrere Top-Teams, unter anderem Chip Ganassi Racing und Andretti Green Racing. Hierdurch verlor die CART einen Großteil ihrer Substanz; in der IndyCar Series wurden damit jedoch vornehmlich auch nur die Verluste kaschiert: Abgesehen von drei Fahrern der beiden bisherigen Top-Teams Panther Racing und Kelley Racing lagen am Ende der Saison nur Fahrer ehemaliger CART-Teams auf den ersten 13 Meisterschaftsplätzen. Dennoch konnte die IndyCar Series kaum die traditionellen 33 Autos für das Indianapolis 500 aufbringen. Ab der Saison 2005 startete die IndyCar Series erstmals auch auf Stadt- und Rundkursen.
In den Folgejahren trat die IndyCar Series bezüglich ihrer Popularität auf der Stelle, wogegen es mit CART weiter abwärtsging: Mit Mühe und Not konnte man die in den Verträgen mit den Streckeneignern festgeschriebenen 18 Autos an den Start bringen. Den Tiefpunkt markierte die Saison 2007, in der es bei fast jedem Rennen wechselnde Fahrerbesetzungen gab.
In der Zwischenzeit war dafür die NASCAR zu einem übermächtigen Konkurrenten herangewachsen: Deren Stockcar-Rennen sind durchweg ausverkauft und haben sogar dem Indianapolis 500 den Rang bei den Einschaltquoten abgelaufen.

### Fusion
Im Februar 2008 war die von Open Wheel Racing Series (OWRS), der Nachfolgeorganisation von CART, ausgetragene Champ-Car-Serie finanziell endgültig am Ende. In einem als Merger (Fusion) bezeichneten Akt wurden die Reste durch die Indy Racing League übernommen und ein Teil der Teams wechselte in die IndyCar Series. Diese erhielten von Tony George Dallara-Fahrzeuge gratis. Die Champ-Car-Teams trugen lediglich noch ein Abschlussrennen in Long Beach mit den Champ-Car-Fahrzeugen aus, welches jedoch voll mit Punkten für die IndyCar Series gewertet wurde (ebenso wie das zeitgleich stattfindende IndyCar-Series-Rennen in Motegi, Japan, in dem die „alten“ IndyCar-Series-Teams antraten).
Die neuentstandene Serie war von einer gewissen Aufbruchstimmung gekennzeichnet: 25 Fahrzeuge waren über die Saison durchgehend am Start, bei den live in einem der großen US-Sender gezeigten Rennen in Texas und Chicago je 28 – die besten Werte seit langem. Einzig beim Indianapolis 500 mit „nur“ 37 Qualifikanten (von denen 33 starten) hielt sich die Verbesserung in Grenzen. Die ehemaligen Champ-Car-Teams waren auf den Ovalen zunächst hoffnungslos unterlegen, was sich jedoch im Verlauf der Saison besserte. Im Endeffekt entstand eine Saison, in der insgesamt zehn Fahrer die 18 Rennen gewannen, davon sechs zum ersten Mal in dieser Serie.

### Wechsel an der Spitze der Indy Racing League — Umbenennung in IndyCar
Im Sommer 2009 wurde Tony George, der Gründer der Indy Racing League, aus seinem Amt enthoben. Grund dafür war die operative Trennung der Indy Racing League vom Indianapolis Motor Speedway. Jeff Belskus, der Präsident des Indianapolis Motor Speedway übernahm kommissarisch die Geschäftsführung.
Im Februar 2010 wurde schließlich Randy Bernard als neuer Chef der Indy Racing League vorgestellt. Bernard war zuvor Geschäftsführer der Professional Bull Riders Inc. Anfang 2011 wurde der Veranstalter in IndyCar umbenannt.

## Sanktionierte Rennserien
IndyCar veranstaltete zunächst nur die IndyCar Series (von 1996 bis 2002 Indy Racing League). Seit 2002 wird auch die Indy NXT von IndyCar ausgerichtet. Seit 2010 trägt der Veranstalter auch die Indy Pro 2000 Championship und die U.S. F2000 National Championship aus. Alle vier Rennserien bilden die Road to Indy.

## Wertungssystem
Im Gegensatz zu Rennserien, die von der FIA ausgerichtet werden, werden in den Meisterschaften der IndyCar alle qualifizierten Piloten gewertet, auch wenn sie nicht ins Ziel kommen. Die Punkte werden nach der Platzierung am Rennende vergeben, wobei sämtliche Piloten Punkte erhalten. Qualifizierte Piloten, die nicht zum Rennen starten, erhalten die Hälfte aller Punkte.
Damit ein Rennen gewertet wird, müssen 50 % + 1 Runde der geplanten Renndistanz absolviert werden. Ist dies nicht der Fall, wird das Rennen nicht in die IndyCar-Statistiken aufgenommen und schon vergebene Bonuspunkte zurückgenommen.